# Back to the Egg
Back to the Egg är ett album från 1979 av den brittiska rockgruppen Wings.
Inför inspelningarna hade en ny formation av Wings bildats, med Steve Holly på trumstolen och Laurence Juber som gitarrist.
Hela skivan var tänkt som ett radioprogram, där man emellanåt byter kanal och hamnar i en helt annan sändning. Dock följdes inte denna plan fullt ut, och slutresultatet blev en blandning av många idéer.
Många ser skivan som Paul McCartneys svar på den då allestädes närvarande punken, och till viss del kan detta stämma. Bland annat "Spin It On" är spelad i ett frenetiskt tempo. Samtidigt finns det många låtar som punkbanden aldrig skulle vågat ta i med tång, som exempelvis "Baby's Request" med sin sentimentala 30-talsemulering.
Två av låtarna, instrumentallåten "Rockestra Theme" och "So Glad to See You Here", spelades in med ett antal kända gästartister (bland andra Pete Townshend, David Gilmour och Led Zeppelins John Bonham) under namnet gruppnamnet Rockestra.
I England släpptes singlarna "Old Siam, Sir"/"Spin It On" samt "Getting Closer"/"Baby's Request". I USA valde man i stället att ge ut singlarna "Getting Closer"/"Spin It On" samt "Arrow Through Me"/"Old Siam, Sir". Strax innan albumet kom dessutom singeln "Good Night Tonight" med "Daytime Nightime Suffering" på baksidan.

## Låtlista
Alla låtar skrivna av Paul McCartney om inget annat anges.
1. "Reception"
  - Detta inledande spår är gjort som en kanalsökning på radio. Lyssnar man noga kan man höra en smula norska talas.
2. "Getting Closer"
  - En tidig version av denna låt där Denny Laine sjunger går att finna på bootlegs.
3. "We're Open Tonight"
4. "Spin It On"
5. "Old Siam, Sir"
6. "Again and Again and Again" (Denny Laine)
  - Denny Laine sjunger denna sång.
7. "Arrow Through Me"
8. "Rockestra Theme"
9. "To You"
10. "After the Ball/Million Miles"
11. "Winter Rose/Love Awake"
12. "The Broadcast"
  - Instrumentallåt med högläsning av två dikter, "The Sport of Kings" av Ian Hay och "The Little Man" av John Galsworthy.
13. "So Glad to See You Here"
14. "Baby's Request"

Senare versioner på cd har lagt till bonuslåtar.